# Istituto nazionale di economia agraria
L'Istituto nazionale di economia agraria (INEA) era un ente pubblico di ricerca che agiva nel quadro delle attività controllate dal Ministero delle politiche agricole alimentari e forestali (MIPAAF). L'INEA è stato istituito il 10 maggio 1928 ed è parte del SISTAN - Sistema statistico nazionale. L'INEA è stato soppresso ed accorpato al Consiglio per la ricerca in agricoltura e l'analisi dell'economia agraria.
Gli ambiti di ricerca dell'Ente erano collegati all'ambiente, all'agricoltura e allo sviluppo rurale. Svolgeva attività di promozione e diffusione della cultura ambientale, di censimento delle realtà agricole italiane, di "collegamento tra le istituzioni nazionali, internazionali e le realtà produttive del Paese.
Partecipava ed ha eseguito ricerche per la Rete rurale nazionale, per la RICA Rete di informazione contabile agricola  e per il MIPAAF.
Il commissario straordinario dell'INEA viene nominato dal ministro per le Politiche agricole alimentari e forestali. L'attuale Commissario straordinario è Giovanni Cannata, professore ordinario di economia e politica agraria presso l'Università del Molise, di cui è stato rettore fino al 2013 e professore presso la Libera università internazionale degli Studi Sociali (LUISS) di Roma.